# Johannes Nymark
Johannes Nymark (født 21. januar 1986) er en dansk skuespiller og sanger. Han har bl.a. spillet med i flere film og spillet med i flere musicals. I 2014 deltog han i Vild med dans og sluttede på en andenplads. Han var med i velgørenhedsgruppen Lighthouse X, der med sangen "Soldiers of Love" i 2016 vandt det danske melodigrandprix.

## Karriere
Nymark er uddannet fra William Esper Studio i New York.
Desuden har han studeret på Det Danske Musicalakademi i Fredericia, hvor han også fik sit helt store gennembrud, da han på Fredericia Teater i 2012 spillede titelrollen i Disney’s Aladdin, som senere blev opført i Operaen i København. Derudover har han haft store roller i forestillinger som Les Misérables, Singin’ In The Rain og Young Frankenstein, ligesom han har medvirket i spillefilm som  Hvidsten Gruppen (2012), Steppeulven (2015) og Lykke-Per (2018) samt TV2-serien Mellem Os (2019).
I 2014 deltog han i Tv-programmet Vild med dans på TV2, hvor han med sin partner Claudia Rex, hvor de sluttede som nummer 2.
Nymark har lagt stemme til et hav af tegnefilm- og serier for blandt andet Disney og DR. Her under Vampyrina, Eventyret om Askepot, Pyjamasheltene og mange flere.
Siden 2012 var Nymark en del af den danske popgruppe Lighthouse X, der udover Nymark består af Søren Bregendal og Martin Skriver. I februar 2015 udgav bandet EP’en Lighthouse X og fulgte i august op med den engelsksprogede single, "It’s A Brand New Day". Gruppens formål var at støtte børn og unge, som har det svært. Det gjorde de bl.a ved et tæt samarbejde med organisationerne "Børnehjertefonden", "Julemærkefonden" og "Børn, Unge og Sorg".
Medvært på Dansk Melodi Grand Prix 2017 og 2018 (med Annette Heick) og 2019 (med Kristian Gintberg). 
Han vandt 1. sæson af Forræder i 2023 og donerede præmien på 162.000 til Børnehjertefonden. 

## Privatliv
Han har tidligere været gift med danser Silas Holst, med hvem han har datteren Maggie My (født 20. september 2014) og sønnen Bob Jones (født 7. januar 2017).[kilde mangler]

## Filmografi
- 2003 - Me - The Musical
- 2012 - Over kanten
- 2012 - Hvidsten Gruppen
- 2013 - Flyvemaskiner (stemme)
- 2014 - Postmand Per - Filmen (stemme)
- 2014 - Steppeulven
- 2014 - Gudsforladt
- 2015 - Eventyret om Askepot (stemme)
- 2017 - Mercur (tv-serie)
- 2018 - Lykke-Per
- 2018 - Lykke-Per (tv-serie)
- 2018 - Månebrand
- 2019 - Mellem os (TV-serie) som Kasper
- 2022 - Bamse - Fatter som ung
- 2023 - Matadorerne (TV-serie) som HN Andersen

## Diskografi

### medLighthouse X
- 2015 - Lighthouse X (EP)